# Algéria a 2016. évi nyári olimpiai játékokon
Algéria a brazíliai Rio de Janeiróban megrendezett 2016. évi nyári olimpiai játékok egyik részt vevő nemzete volt. Az országot az olimpián 13 sportágban 64 sportoló képviselte, akik összesen 2 érmet szereztek.

## Érmesek
| Érem  | Versenyző         | Sportág  | Versenyszám  |
| ----- | ----------------- | -------- | ------------ |
| Ezüst | Taoufik Makhloufi | Atlétika | Férfi 800 m  |
| Ezüst | Taoufik Makhloufi | Atlétika | Férfi 1500 m |

## Atlétika
Férfi
| Versenyző           | Versenyszám    | Előfutam | Előfutam | Előfutam | Elődöntő | Elődöntő | Elődöntő | Döntő         | Döntő         |
| Versenyző           | Versenyszám    | Idő      | Hely.    | Össz.    | Idő      | Hely.    | Össz.    | Idő           | Helyezés      |
| ------------------- | -------------- | -------- | -------- | -------- | -------- | -------- | -------- | ------------- | ------------- |
| Amine Belferar      | 800 m          | 1:48,40  | 3.       | 33.      | 1:46,55  | 7.       | 21.      | kiesett       | kiesett       |
| Yassine Hethat      | 800 m          | 1:46,81  | 3.       | 19.      | 1:44,81  | 3.       | 10.      | kiesett       | kiesett       |
| Taoufik Makhloufi   | 800 m          | 1:49,17  | 1.       | 39.      | 1:43,85  | 2.       | 2.       | 1:42,61       |               |
| Taoufik Makhloufi   | 1500 m         | 3:46,82  | 1.       | 25.      | 3:39,88  | 2.       | 5.       | 3:50,11       |               |
| Salim Keddar        | 1500 m         | 3:40,63  | 11.      | 20.      | kiesett  | kiesett  | kiesett  | kiesett       | kiesett       |
| Abdelmalik Lahoulou | 400 m gát      | 48,62    | 1.       | 6.*      | 49,08    | 4.       | 13.      | kiesett       | kiesett       |
| Miloud Rahmouni     | 400 m gát      | 49,73    | 5.       | 27.      | kiesett  | kiesett  | kiesett  | kiesett       | kiesett       |
| Hicham Bouchicha    | 3000 m akadály | 8:33,61  | 8.       | 24.      |          |          |          | kiesett       | kiesett       |
| Ali Massaoudi       | 3000 m akadály | kizárták | kizárták | kizárták |          |          |          | kiesett       | kiesett       |
| Bilal Tabti         | 3000 m akadály | 8:38,87  | 11.      | 30.      |          |          |          | kiesett       | kiesett       |
| El-Hadi Laameche    | Maraton        |          |          |          |          |          |          | nem ért célba | nem ért célba |
| Hakim Sadi          | Maraton        |          |          |          |          |          |          | 2:26:47       | 104.          |

| Versenyző      | Versenyszám | 100 m | 100 m | Távolugrás | Távolugrás | Súlylökés | Súlylökés | Magasugrás | Magasugrás | 400 m | 400 m | 110 m gát | 110 m gát | Diszkoszvetés | Diszkoszvetés | Rúdugrás | Rúdugrás | Gerelyhajítás | Gerelyhajítás | 1500 m  | 1500 m | Végeredmény | Végeredmény |
| Versenyző      | Versenyszám | Idő   | Pont  | Eredmény   | Pont       | Eredmény  | Pont      | Eredmény   | Pont       | Idő   | Pont  | Idő       | Pont      | Eredmény      | Pont          | Eredmény | Pont     | Eredmény      | Pont          | Idő     | Pont   | Pont        | Helyezés    |
| -------------- | ----------- | ----- | ----- | ---------- | ---------- | --------- | --------- | ---------- | ---------- | ----- | ----- | --------- | --------- | ------------- | ------------- | -------- | -------- | ------------- | ------------- | ------- | ------ | ----------- | ----------- |
| Larbi Bourrada | Tízpróba    | 10,75 | 917   | 752 cm     | 940        | 13,78 m   | 715       | 210 cm     | 896        | 47,98 | 910   | 14,15     | 955       | 42,39 m       | 713           | 460 cm   | 790      | 66,49 m       | 836           | 4:14,60 | 849    | 8521        | 5.          |

Női
| Versenyző        | Versenyszám    | Előfutam | Előfutam | Előfutam | Döntő         | Döntő         |
| Versenyző        | Versenyszám    | Idő      | Hely.    | Össz.    | Idő           | Helyezés      |
| ---------------- | -------------- | -------- | -------- | -------- | ------------- | ------------- |
| Amina Bettiche   | 3000 m akadály | 10:26,91 | 18.      | 52.      | kiesett       | kiesett       |
| Szuád Áit Szálem | Maraton        |          |          |          | nem ért célba | nem ért célba |
| Kenza Dahmani    | Maraton        |          |          |          | 2:38:37       | 50.           |

* - egy másik versenyzővel azonos eredményt ért el

## Birkózás

### Férfi
Kötöttfogású
| Versenyző            | Versenyszám | Selejtező             | Nyolcaddöntő                  | Negyeddöntő                              | Elődöntő          | Vigaszág első kör | Vigaszág elődöntő | Bronz- mérkőzés   | Döntő             | Helyezés |
| Versenyző            | Versenyszám | Ellenfél Eredmény     | Ellenfél Eredmény             | Ellenfél Eredmény                        | Ellenfél Eredmény | Ellenfél Eredmény | Ellenfél Eredmény | Ellenfél Eredmény | Ellenfél Eredmény | Helyezés |
| -------------------- | ----------- | --------------------- | ----------------------------- | ---------------------------------------- | ----------------- | ----------------- | ----------------- | ----------------- | ----------------- | -------- |
| Tarek Aziz Benaissza | 66 kg       | erőnyerő              | Ruslan Tsarev (KGZ) · 6–0     | Rəsul Çunayev (AZE) · 2–10 technikai tus | kiesett           | kiesett           | kiesett           | kiesett           | kiesett           | 8.       |
| Adem Boudjemline     | 85 kg       | erőnyerő              | Nikolay Bayryakov (BUL) · 0–4 | kiesett                                  | kiesett           | kiesett           | kiesett           | kiesett           | kiesett           | 17.      |
| Hemza Haloui         | 98 kg       | Elis Guri (BUL) · 0–8 | kiesett                       | kiesett                                  | kiesett           | kiesett           | kiesett           | kiesett           | kiesett           | 17.      |

## Cselgáncs
Férfi
| Versenyző             | Versenyszám  | Selejtező                            | 32-es főtábla                            | Nyolcaddöntő                                  | Negyeddöntő       | Elődöntő          | Vigaszág elődöntő | Bronz- mérkőzés   | Döntő             | Helyezés |
| Versenyző             | Versenyszám  | Ellenfél Eredmény                    | Ellenfél Eredmény                        | Ellenfél Eredmény                             | Ellenfél Eredmény | Ellenfél Eredmény | Ellenfél Eredmény | Ellenfél Eredmény | Ellenfél Eredmény | Helyezés |
| --------------------- | ------------ | ------------------------------------ | ---------------------------------------- | --------------------------------------------- | ----------------- | ----------------- | ----------------- | ----------------- | ----------------- | -------- |
| Houd Zourdani         | Harmatsúly   | erőnyerő                             | Yigal Kopinsky (SUR) · 100(1)-000(0)     | Davádordzsín Tömörhüleg (MGL) · 000(2)–101(0) | kiesett           | kiesett           |                   |                   |                   | 9.       |
| Abderrahmane Benamadi | Középsúly    | Sherali Juraev (UZB) · 000(2)–000(1) | kiesett                                  | kiesett                                       | kiesett           | kiesett           |                   |                   |                   | 33.      |
| Lyes Bouyacoub        | Félnehézsúly | erőnyerő                             | Ivan Remarenco (UAE) · 010(0)-000(0)     | Elmar Qasımov (AZE) · 010(2)–010(1)           | kiesett           | kiesett           |                   |                   |                   | 9.       |
| Mohammed Amine Tayeb  | Nehézsúly    |                                      | Battulgyn Temüülen (MGL) · 010(2)-000(2) | Teddy Riner (FRA) · 000(1)–100(0)             | kiesett           | kiesett           |                   |                   |                   | 17.      |

Női
| Versenyző     | Versenyszám | Selejtező         | Nyolcaddöntő                             | Negyeddöntő       | Elődöntő          | Vigaszág elődöntő | Bronz- mérkőzés   | Döntő             | Helyezés |
| Versenyző     | Versenyszám | Ellenfél Eredmény | Ellenfél Eredmény                        | Ellenfél Eredmény | Ellenfél Eredmény | Ellenfél Eredmény | Ellenfél Eredmény | Ellenfél Eredmény | Helyezés |
| ------------- | ----------- | ----------------- | ---------------------------------------- | ----------------- | ----------------- | ----------------- | ----------------- | ----------------- | -------- |
| Sonia Asselah | Nehézsúly   | erőnyerő          | Jü Szung (Yu Song) (CHN) · 000(2)–100(1) | kiesett           | kiesett           |                   |                   |                   | 9.       |

## Evezés
Férfi
| Versenyző   | Versenyszám  | Előfutam | Előfutam | Vigaszág | Vigaszág | Negyeddöntő | Negyeddöntő | Elődöntő | Elődöntő | Elődöntő | Döntő | Döntő   | Döntő | Helyezés |
| Versenyző   | Versenyszám  | Idő      | Hely.    | Idő      | Hely.    | Idő         | Hely.       | Típus    | Idő      | Hely.    | Típus | Idő     | Hely. | Helyezés |
| ----------- | ------------ | -------- | -------- | -------- | -------- | ----------- | ----------- | -------- | -------- | -------- | ----- | ------- | ----- | -------- |
| Sid Boudina | Egypárevezős | 7:45,90  | 4.       | 7:20,84  | 1.       | 7:13,59     | 5.          | C/D      | 7:37,19  | 5.       | D     | 7:06,64 | 5.    | 23.      |

Női
| Versenyző   | Versenyszám  | Előfutam | Előfutam | Vigaszág | Vigaszág | Negyeddöntő | Negyeddöntő | Elődöntő | Elődöntő | Elődöntő | Döntő | Döntő   | Döntő | Helyezés |
| Versenyző   | Versenyszám  | Idő      | Hely.    | Idő      | Hely.    | Idő         | Hely.       | Típus    | Idő      | Hely.    | Típus | Idő     | Hely. | Helyezés |
| ----------- | ------------ | -------- | -------- | -------- | -------- | ----------- | ----------- | -------- | -------- | -------- | ----- | ------- | ----- | -------- |
| Amina Rouba | Egypárevezős | 8:55,09  | 4.       | 8:04,21  | 1.       | 8:21,06     | 6.          | C/D      | 8:22,34  | 5.       | D     | 7:46,55 | 3.    | 21.      |

## Kerékpározás

### Országúti kerékpározás
Férfi
| Versenyző             | Versenyszám   | Idő           | Helyezés      |
| --------------------- | ------------- | ------------- | ------------- |
| Abderrahmane Mansouri | Mezőnyverseny | nem ért célba | nem ért célba |
| Youcef Reguigui       | Mezőnyverseny | nem ért célba | nem ért célba |

## Labdarúgás

### Férfi
| Algériai férfi labdarúgócsapat-játékoskeret | Algériai férfi labdarúgócsapat-játékoskeret |
| --- | --- |
| - Ayoub Abdellaoui - Rachid Aït-Atmane - Haris Belkebla - Sofiane Bendebka* - Abdelraouf Benguit - Mohammed Benkablia - Mohamed Benkhemassa - Meziane Ben Tahar - Baghdad Bounedjah* - Farid Chaâl | - Oussama Darfalou - Abdelghani Demmou* - Zakaria Draoui - Houari Ferhani - Zakarya Haddouche - Ryad Keniche (c) - Oussama Methazem - Miloud Rebiai - Abdelkader Salhi |

* - túlkoros játékos

#### Eredmények
Csoportkör
D csoport
| Hely. | Csapat           | M | Gy | D | V | G+ | G– | Gk | P | Továbbjutás |
| ----- | ---------------- | - | -- | - | - | -- | -- | -- | - | ----------- |
| 1.    | Portugália (POR) | 3 | 2  | 1 | 0 | 5  | 2  | +3 | 7 | Negyeddöntő |
| 2.    | Honduras (HON)   | 3 | 1  | 1 | 1 | 5  | 5  | 0  | 4 | Negyeddöntő |
| 3.    | Argentína (ARG)  | 3 | 1  | 1 | 1 | 3  | 4  | −1 | 4 |             |
| 4.    | Algéria (ALG)    | 3 | 0  | 1 | 2 | 4  | 6  | −2 | 1 |             |

| 2016. augusztus 4. 15:00 (20:00) |

| Honduras (HON)                    | 3–2               | Algéria (ALG)              |
| --------------------------------- | ----------------- | -------------------------- |
| Quioto 13' Pereira 33' Lozano 79' | (2–0) Jegyzőkönyv | Bendebka 68' Bounedjah 85' |

| Estádio Olímpico João Havelange, Rio de Janeiro Nézőszám: 20 000 Játékvezető: Sandro Ricci (brazil) |

| 2016. augusztus 7. 18:00 (23:00) |

| Argentína (ARG)        | 2–1               | Algéria (ALG) |
| ---------------------- | ----------------- | ------------- |
| Correa 47' Calleri 70' | (0–0) Jegyzőkönyv | Bendebka 64'  |

| Estádio Olímpico João Havelange, Rio de Janeiro Nézőszám: 37 450 Játékvezető: Cüneyt Çakır (török) |

| 2016. augusztus 10. 13:00 (18:00) |

| Algéria (ALG) | 1–1               | Portugália (POR)         |
| ------------- | ----------------- | ------------------------ |
| Benkablia 30' | (1–1) Jegyzőkönyv | Paciência 25' (11-esből) |

| Estádio Mineirão, Belo Horizonte Nézőszám: 13 787 Játékvezető: Matthew Conger (új-zélandi) |

| Csapat        | Helyezés |
| ------------- | -------- |
| Algéria (ALG) | 14.      |

## Ökölvívás
Férfi
| Versenyző             | Versenyszám  | Selejtező                       | Nyolcaddöntő                     | Negyeddöntő                            | Elődöntő          | Döntő             | Helyezés |
| Versenyző             | Versenyszám  | Ellenfél Eredmény               | Ellenfél Eredmény                | Ellenfél Eredmény                      | Ellenfél Eredmény | Ellenfél Eredmény | Helyezés |
| --------------------- | ------------ | ------------------------------- | -------------------------------- | -------------------------------------- | ----------------- | ----------------- | -------- |
| Mohamed Flissi        | Légsúly      | erőnyerő                        | Daniel Asenov (BUL) · 3-0        | Yoel Finol (VEN) · 0-3                 | kiesett           | kiesett           | 5.       |
| Fahem Hammachi        | Harmatsúly   | Robenílson de Jesus (BRA) · 1-2 | kiesett                          | kiesett                                | kiesett           | kiesett           | 17.      |
| Reda Benbaziz         | Könnyűsúly   | Mahmoud Abdelaal (EGY) · 3-0    | Adlan Abdurasidov (RUS) · 3-0    | Dorjnyambuugiin Otgondalai (MGL) · 0-3 | kiesett           | kiesett           | 5.       |
| Abd el-Káder Sádi     | Kisváltósúly | Joedison Teixeira (BRA) · 1-2   | kiesett                          | kiesett                                | kiesett           | kiesett           | 17.      |
| Zohir Kedache         | Váltósúly    | Steven Donnelly (IRL) · 0-3     | kiesett                          | kiesett                                | kiesett           | kiesett           | 17.      |
| Ilyas Abbadi          | Középsúly    | Mpi Ngamissengue (CGO) · 3-0    | Zhanibek Alimkhanuly (KAZ) · 0-3 | kiesett                                | kiesett           | kiesett           | 9.       |
| Abd el-Hafíd Bensabla | Félnehézsúly | erőnyerő                        | Albert Ramírez (VEN) · 2-0       | Joshua Buatsi (GBR) · 0-3              | kiesett           | kiesett           | 5.       |
| Chouaib Bouloudinats  | Nehézsúly    | erőnyerő                        | Kennedy St. Pierre (MRI) · 1-2   | kiesett                                | kiesett           | kiesett           | 9.       |

## Sportlövészet
Férfi
| Versenyző      | Versenyszám | Selejtező | Selejtező | Döntő   | Döntő    |
| Versenyző      | Versenyszám | Pont      | Helyezés  | Pont    | Helyezés |
| -------------- | ----------- | --------- | --------- | ------- | -------- |
| Chafik Bouaoud | Légpuska    | 612,1     | 47.       | kiesett | kiesett  |

## Súlyemelés
Férfi
| Versenyző    | Versenyszám | Szakítás | Szakítás | Lökés    | Lökés    | Összesen | Helyezés |
| Versenyző    | Versenyszám | Eredmény | Helyezés | Eredmény | Helyezés | Összesen | Helyezés |
| ------------ | ----------- | -------- | -------- | -------- | -------- | -------- | -------- |
| Walid Bidani | +105 kg     | 190      | 9.       | 220      | 14.      | 410      | 13.      |

Női
| Versenyző     | Versenyszám | Szakítás | Szakítás | Lökés    | Lökés    | Összesen | Helyezés |
| Versenyző     | Versenyszám | Eredmény | Helyezés | Eredmény | Helyezés | Összesen | Helyezés |
| ------------- | ----------- | -------- | -------- | -------- | -------- | -------- | -------- |
| Fatima Hirech | +75 kg      | 87       | 16.      | 105      | 15.      | 192      | 15.      |

## Torna
Férfi
| Versenyző         | Versenyszám      | Selejtező | Selejtező | Döntő    | Döntő    |
| Versenyző         | Versenyszám      | Pontszám  | Helyezés  | Pontszám | Helyezés |
| ----------------- | ---------------- | --------- | --------- | -------- | -------- |
| Mohamed Bourguieg | Talaj            | 12,533    | 68.       | kiesett  | kiesett  |
| Mohamed Bourguieg | Korlát           | 13,500    | 57.*      | kiesett  | kiesett  |
| Mohamed Bourguieg | Nyújtó           | 12,833    | 66.       | kiesett  | kiesett  |
| Mohamed Bourguieg | Gyűrű            | 13,033    | 68.       | kiesett  | kiesett  |
| Mohamed Bourguieg | Lólengés         | 12,900    | 62.       | kiesett  | kiesett  |
| Mohamed Bourguieg | Egyéni összetett | 78,499    | 48.       | kiesett  | kiesett  |

Női
| Versenyző       | Versenyszám      | Selejtező | Selejtező | Döntő    | Döntő    |
| Versenyző       | Versenyszám      | Pontszám  | Helyezés  | Pontszám | Helyezés |
| --------------- | ---------------- | --------- | --------- | -------- | -------- |
| Farah Boufadene | Talaj            | 11,100    | 80.       | kiesett  | kiesett  |
| Farah Boufadene | Felemás korlát   | 12,200    | 72.       | kiesett  | kiesett  |
| Farah Boufadene | Gerenda          | 10,600    | 80.       | kiesett  | kiesett  |
| Farah Boufadene | Egyéni összetett | 46,433    | 59.       | kiesett  | kiesett  |

* - egy másik versenyzővel azonos eredményt ért el

## Úszás
Férfi
| Versenyző        | Versenyszám | Előfutam | Előfutam | Előfutam | Elődöntő | Elődöntő | Elődöntő | Döntő   | Döntő    |
| Versenyző        | Versenyszám | Idő      | Hely.    | Össz.    | Idő      | Hely.    | Össz.    | Idő     | Helyezés |
| ---------------- | ----------- | -------- | -------- | -------- | -------- | -------- | -------- | ------- | -------- |
| Oussama Sahnoune | 50 m gyors  | 22,27    | 3.       | 25.*     | kiesett  | kiesett  | kiesett  | kiesett | kiesett  |
| Oussama Sahnoune | 100 m gyors | 49,20    | 1.       | 31.      | kiesett  | kiesett  | kiesett  | kiesett | kiesett  |

* - egy másik versenyzővel azonos időt ért el

## Vitorlázás
Férfi
| Versenyző    | Versenyszám     | Futam | Futam | Futam | Futam | Futam | Futam | Futam | Futam | Futam | Futam | Futam | Futam | Futam   | Pontszám | Helyezés |
| Versenyző    | Versenyszám     | 1     | 2     | 3     | 4     | 5     | 6     | 7     | 8     | 9     | 10    | 11    | 12    | É       | Pontszám | Helyezés |
| ------------ | --------------- | ----- | ----- | ----- | ----- | ----- | ----- | ----- | ----- | ----- | ----- | ----- | ----- | ------- | -------- | -------- |
| Hamza Bouras | Szörfvitorlázás | 35    | 36    | 34    | 35    | (37)  | 26    | 31    | 37    | 36    | 37    | 36    | 24    | kiesett | 367      | 36.      |

Női
| Versenyző             | Versenyszám     | Futam | Futam | Futam | Futam | Futam | Futam | Futam | Futam | Futam | Futam | Futam | Futam | Futam   | Pontszám | Helyezés |
| Versenyző             | Versenyszám     | 1     | 2     | 3     | 4     | 5     | 6     | 7     | 8     | 9     | 10    | 11    | 12    | É       | Pontszám | Helyezés |
| --------------------- | --------------- | ----- | ----- | ----- | ----- | ----- | ----- | ----- | ----- | ----- | ----- | ----- | ----- | ------- | -------- | -------- |
| Katia Belabbas        | Szörfvitorlázás | (27)  | 27    | 27    | 27    | 27    | 25    | 27    | 27    | 27    | 27    | 22    | 27    | kiesett | 290      | 26.      |
| Imène Cherif-Sahraoui | Laser radial    | 33    | 35    | 36    | 34    | (38)  | 38    | 35    | 38    | 38    | 38    |       |       | kiesett | 324      | 37.      |

## Vívás
Férfi
| Versenyző     | Versenyszám | Selejtező         | 32-es főtábla              | Nyolcaddöntő      | Negyeddöntő       | Elődöntő          | Bronz- mérkőzés   | Döntő             | Helyezés |
| Versenyző     | Versenyszám | Ellenfél Eredmény | Ellenfél Eredmény          | Ellenfél Eredmény | Ellenfél Eredmény | Ellenfél Eredmény | Ellenfél Eredmény | Ellenfél Eredmény | Helyezés |
| ------------- | ----------- | ----------------- | -------------------------- | ----------------- | ----------------- | ----------------- | ----------------- | ----------------- | -------- |
| Victor Sintes | Tőr, egyéni | erőnyerő          | Richard Kruse (GBR) · 4-15 | kiesett           | kiesett           | kiesett           | kiesett           | kiesett           | 28.      |

Női
| Versenyző      | Versenyszám | Selejtező         | 32-es főtábla               | Nyolcaddöntő      | Negyeddöntő       | Elődöntő          | Bronz- mérkőzés   | Döntő             | Helyezés |
| Versenyző      | Versenyszám | Ellenfél Eredmény | Ellenfél Eredmény           | Ellenfél Eredmény | Ellenfél Eredmény | Ellenfél Eredmény | Ellenfél Eredmény | Ellenfél Eredmény | Helyezés |
| -------------- | ----------- | ----------------- | --------------------------- | ----------------- | ----------------- | ----------------- | ----------------- | ----------------- | -------- |
| Anísza Helfávi | Tőr, egyéni | erőnyerő          | Eleanor Harvey (CAN) · 6-15 | kiesett           | kiesett           | kiesett           | kiesett           | kiesett           | 20.      |